# Iperparatiroidismo
L'iperparatiroidismo è una disfunzione dovuta a un'inappropriata secrezione di paratormone (PTH), ormone che regola i livelli di calcemia e fosfatemia, conseguente a un'iperattività delle ghiandole paratiroidi.
L'eccessiva secrezione di PTH da parte delle paratiroidi dovuto a patologia delle ghiandole stesse, conduce a ipercalcemia; in questo caso si parla di iperparatiroidismo primario. Nel caso l'iperproduzione di paratormone derivi da una riduzione del livelli di calcio, come nel caso di carenza di vitamina D o di malattia renale cronica si parla di iperparatiroidismo secondario. In ogni caso l'aumento dei livelli di PTH risulta lesivo per le ossa e necessita spesso di un trattamento medico o chirurgico.

## Epidemiologia e storia
La prima descrizione e il primo tentativo di trattamento dell'iperparatiroidismo risale agli anni 1930, ad opera di Fuller Albright, medico del Massachusetts General Hospital presso il Mallinckrodt MGH General Clinical Research Center. Il più vecchio caso mai descritto è relativo a un uomo del primo neolitico, il cui scheletro è stato trovato nella Germania sud-orientale. Si stima che l'incidenza della malattia sia circa dello 0,2% negli ultrasessantenni, con una prevalenza dell'1%.

## Classificazione

### Iperparatiroidismo primario o primitivo
L'iperparatiroidismo primario deriva da un'iperfunzione delle stesse ghiandole paratiroidee, in conseguenza di un adenoma, che può essere singolo (85% dei casi) o multiplo (4%), di un'iperplasia (10%) o, raramente, di un carcinoma (1%). In casi rarissimi possono essere responsabili cisti, lipoadenomi e lipoiperplasia.
Tale forma di iperparatiroidismo può presentarsi anche in corso di neoplasia endocrina multipla (MEN), in particolare nel tipo 1, causata da una mutazione del gene MENIN, o nel tipo 2a, dovuto a mutazione del proto-oncogene c-RET. Altri geni coinvolti nella patogenesi della neoplasia paratiroidea sono HRPT2 e CASR.

### Iperparatiroidismo secondario
L'iperparatiroidismo secondario è una condizione in cui la secrezione di paratormone da parte delle paratiroidi è appropriata ma caratterizzata da una resistenza periferica all'azione del paratormone stesso. La resistenza al PTH comporta una condizione di ipocalcemia e una conseguente iperplasia reattiva delle ghiandole. Tra le cause sono annoverate l'insufficienza renale cronica, la carenza di vitamina D, la sindrome da malassorbimento (dovuta, ad esempio, a interventi di bypass intestinale), terapia cronica con litio.
Nella carenza di vitamina D si riduce l'assorbimento del calcio dal lume intestinale e ne consegue ipocalcemia e aumento della secrezione di PTH. Nella malattia renale cronica il disordine è dovuto all'incapacità del rene di convertire la vitamina D nella sua forma attiva, il 1,25-diidrossicolecalciferolo; la conseguenza ossea di questa forma di iperparatiroidismo è l'osteodistrofia renale.

### Iperparatiroidismo terziario
L'iperparatiroidismo terziario può essere osservato in pazienti con iperparatiroidismo secondario cronico di lunga data. Quest'ultima condizione può portare a un'iperplasia secondaria delle paratiroidi con perdita della capacità di regolazione basata sulla calcemia e autonomizzazione. Si ritrova classicamente in pazienti con insufficienza renale cronica.

### Altre forme
L'iperparatiroidismo quaternario e quinario sono condizione rare che si possono verificare dopo il trattamento chirurgico di un iperparatiroidismo primitivo, nel caso vi sia già un danno renale. In questo caso, tale danno può condurre a una forma quaternaria di iperparatiroidismo, che può essa stessa autonomizzarsi in una forma quinaria. Inoltre una forma quaternaria può manifestarsi nella sindrome dell'osso affamato successivamente a intervento di paratiroidectomia.

## Clinica

### Segni e sintomi
Il corteo sintomatologico dipende dal tipo di iperparatiroidismo. Nell'iperparatiroidismo primario il 50% dei pazienti è asintomatico e la condizione viene rilevata spesso incidentalmente, tramite esami del sangue o radiografie di controllo o eseguite per altri motivi. Quando presenti, le manifestazioni cliniche consistono in sintomi spesso aspecifici, quali: astenia, anoressia, depressione, letargia e convulsioni, dolore osseo, mialgia, nausea e vomito, stipsi, poliuria, polidipsia, deterioramento cognitivo, calcolosi renale e osteoporosi. Possono essere presenti anche iperacidità gastrica con sviluppo di ulcera peptica, nefrocalcinosi e condrocalcinosi, ipertensione arteriosa da irrigidimento della parete delle arterie e valvulopatie aortica e mitralica, calcinosi del pancreas. La maggior parte di queste regredisce completamente dopo il trattamento.
Nell'iperparatiroidismo secondario le problematiche cliniche sono dovute all'aumento del riassorbimento osseo, cui possono conseguire rachitismo, osteomalacia, osteodistrofia renale e osteite fibroso-cistica. Nell'ambito dell'osteodistrofia renale si possono osservare tumori bruni delle ossa che predispongono a fratture patologiche. Possono essere presenti inoltre dolori ossei, debolezza muscolare, prurito, calcificazioni vascolari e periarticolare. La clinica, in questa forma, è tuttavia maggiormente sfumata.
Nell'iperparatiroidismo terziario possono essere presenti calcificazioni a livello vascolare, periarticolare e parenchimale.

### Esami di laboratorio e strumentali
La diagnosi di iperparatiroidismo e la diagnosi differenziale tra le varie forme si basa sulla clinica e su esami ematochimici e radiologici. Il dosaggio del paratormone rappresenta lo standard di riferimento per la diagnosi.
| Forma                         | PTH       | Calcemia          | Fosfatemia        | Calcio urinario | Fosfato urinario |
| Iperparatiroidismo primario   | Aumentato | Aumentata         | Ridotta o normale | Aumentato       | Aumentato        |
| Iperparatiroidismo secondario | Aumentato | Ridotta o normale | Aumentata         | Ridotta         | Ridotta          |
| Iperparatiroidismo terziario  | Aumentato | Aumentata         |                   |                 |                  |
| ----------------------------- | --------- | ----------------- | ----------------- | --------------- | ---------------- |

Nell'iperparatiroidismo primario il livelli ematici di paratormone sono elevati anche in presenza di calcemia elevata. Dal momento che la concentrazione di PTH è estremamente variabile, è preferibile valutare il paratormone intatto, ovvero quello biologicamente attivo. Ciononostante, in condizione di alterazione della funzionalità renale, anch'esso può dare risultati non attendibili.
Il profilo ematochimico dell'iperparatiroidismo terziario è sovrapponibile a quello della forma primitiva, e la diagnosi differenziale si ottiente anamnesticamente con storia precedente di malattia renale cronica e iperparatiroidismo secondario. In entrambi i casi vi è un'elevazione della calcemia, dovuta ad aumentato riassorbimento osseo, ridotta eliminazione renale e aumentato assorbimento intestinale.
La fosfatemia risulta estremamente ridotta nell'iperparatiroidismo primario a causa della riduzione del riassorbimento renale di fosfati; tuttavia questa condizione si verifica solamente nel 50% dei casi. Nella forma secondaria, a causa della malattia renale, i livelli di fosfati nel sangue sono invece generalmente elevati.
La concentrazione ematica di fosfatasi alcalina è di solito elevata, sebbene, almeno nella forma primitiva, rimanga generalmente nell'intervallo di normalità.
Alla radiografia possono essere visibili osteoporosi diffusa, calcinosi e presenza di fratture patologiche e calcoli renali. Per differenziare la presenza di una sindrome paraneoplastica dovuta a secrezione ectopica di molecole analoghe al PTH, possono essere utilizzate l'ecografia, la TC, la RMN e la scintigrafia con sestamibi.

## Trattamento
Nell'iperparatiroidismo primario il trattamento può essere medico o chirurgico e l'indicazione è data soprattutto dai livelli di calcemia; in caso di ipercalcemia grave è raccomandato l'intervento chirurgico d'urgenza. La terapia medica si basa sulla somministrazione di bifosfonati e sui modulatori selettivi del recettore degli estrogeni, in particolar modo il raloxifene; infine i calciomimetici, in particolar modo il cinacalcet, agiscono inibendo la secrezione di PTH, normalizzando la calcemia.
Il trattamento chirurgico è la forma di terapia più utilizzata e conduce normalmente alla guarigione il paziente. Il tipo di intervento dipende dalla causa dell'iperparatiroidismo primitivo:
- in caso di adenoma singolo la procedura prevede la rimozione della paratiroide affetta e il risparmio delle altre;
- in caso di iperplasia si utilizza una paratiroidectomia subtotale, con rimozione di almeno tre ghiandole e il risparmio di una oppure metà di quella rimasta, che può essere lasciata in loco oppure impiantata nel braccio per favorire un eventuale reintervento futuro;
- in caso di carcinoma si provvede alla rimozione di entrambe le ghiandole di un lato e si effettua una emitiroidectomia omolaterale, eventualmente associata a svuotamento linfonodale latero-cervicale.

Nella forma secondaria il trattamento delle cause di malattia può condurre a un miglioramento o a una normalizzazione dei livelli ematici di calcio e PTH.